# 박성수 (양궁 선수)
박성수(朴成洙, 1970년 5월 19일~)는 대한민국의 양궁 선수, 지도자이다. 1988년 하계 올림픽에서 단체전 금메달, 개인전 은메달을 획득했다.